# Damjan Rudež
Damjan Rudež, (nacido el 17 de junio de 1986 en Zagreb, Croacia) es un jugador de baloncesto croata que actualmente forma parte de la plantilla del Donar Groningen de la FEB Eredivisie holandesa. Con 2,08 de estatura, juega en la posición de alero.

## Trayectoria deportiva

### Europa
Entre 2002 y 2004, Rudež jugó con el equipo junior del Zrinjevac, actuando ocasionalmente con el primer equipo. De 2004 a 2006, jugó en el equipo belga del Oostende, donde ganó su primer campeonato en 2006. De 2006 a 2008, jugó en el Split croata.
En junio de 2008 fichó por dos temporadas con el Union Olimpija de Eslovenia. En 2009 dejó el equipo para fichar por el Cedevita Zagreb.
El 7 de julio de 2011 firmó por una temporada con el Cibona Zagreb.
En agosto de 2012 fichó por un año con el CAI Zaragoza de la liga ACB. El 26 de junio de 2013 renovó por dos temporadas más. Pero en junio de 2014 rompió su contrato con el CAI Zaragoza. En dos temporadas promedió 10,7 puntos y 1,9 rebotes por partido.

### NBA
El 11 de julio de 2014, Rudež firmó con los Indiana Pacers de la NBA un contrato de tres años. En la temporada 2014-15, Rudež lideró a los rookies en porcentaje de tiro de 3 puntos.
El 12 de julio de 2015 fue traspasado a Minnesota Timberwolves a cambio de Chase Budinger.
El 8 de septiembre de 2016 fichó por los Orlando Magic. Poco antes del comienzo de la temporada 2017-18, los Magic lo despidieron.
En julio de 2018 firmó por el UCAM Murcia de la liga ACB española.
En 2020, firma por el Donar Groningen de la FEB Eredivisie holandesa.

## Estadísticas

### Temporada regular
| Año     | Equipo    | PJ  | PT | MPP  | %TC  | %3P  | %TL   | RPP | APP | ROB | TPP | PPP |
| ------- | --------- | --- | -- | ---- | ---- | ---- | ----- | --- | --- | --- | --- | --- |
| 2014-15 | Indiana   | 68  | 2  | 15.4 | .452 | .406 | .696  | .7  | .8  | .2  | .1  | 4.8 |
| 2015-16 | Minnesota | 33  | 0  | 8.4  | .403 | .340 | 1.000 | .6  | .3  | .4  | .0  | 2.3 |
| 2016-17 | Orlando   | 45  | 0  | 7.0  | .352 | .313 | .000  | .6  | .4  | .3  | .0  | 1.8 |
| Total   | Total     | 146 | 2  | 11.2 | .424 | .373 | .774  | .6  | .6  | .2  | .0  | 3.3 |